# Tage Zacharoff
Tage Evert Zacharoff, född 23 augusti 1911 i Jonsered i Partille församling, död 30 juli 1998 i Hässelby församling i Stockholm, var en svensk fotbollsspelare och fotbollstränare.
Zacharoff spelade säsongen 1933/1934 elva allsvenska matcher för Gais och gjorde fyra mål. Han spelade senare under 1930-talet i Gårda BK. I slutet av 1940-talet förde han som tränare upp Jonsereds IF i sydvästra serien. Zacharoff flyttade 1948 till Stockholm, där han senare blev chef för Svenska fotbollförbundets tekniska kommitté. Åren 1955–1957 var han tränare för Huddinge IF, och under 1950-talet var han även tränare för Veddige BK.
Han var kusin till Gaisspelarna Gunnar och Gustav Zacharoff. Tage Zacharoff är gravsatt i minneslunden på Hässelby begravningsplats.